# Brookings (Dacota do Sul)
Brookings é uma cidade localizada no estado norte-americano da Dakota do Sul, no Condado de Brookings. Foi incorporada em 1883.

## Geografia
De acordo com o United States Census Bureau, a cidade tem uma área de 33,8 km², dos quais 33,5 km² estão cobertos por terra e 0,3 km² por água.

### Localidades na vizinhança
O diagrama seguinte representa as localidades num raio de 20 km ao redor de Brookings. 

## Demografia
Segundo o censo nacional de 2010, a sua população é de 22 056 habitantes e sua densidade populacional é de 658,10 hab/km². É a quarta cidade mais populosa do estado. A cidade possui 8 715 residências, que resulta em uma densidade de 260,04 residências/km².